# پلاسمای کوارک گلوئون
پلاسمای کوارک گلوئون (به انگلیسی: quark–gluon plasma، مخفف: QGP) یا سوپ کوارک یک فاز در کرومودینامیک کوانتمی است که در دما ویا چگالی‌های بسیار بالا رخ می‌دهد. در این فاز ماده تقریباً فقط کوارک و گلوئون آزاد است که هر دو از بنیادی‌ترین ذرات سازنده ماده هستند. دانشمندان فیزیک ذرات بر این عقیده‌اند که این پلاسما در اولین میکروثانیه‌های پس از مهبانگ وجود داشته‌است و بررسی خواص این پلاسما کمک بزرگی به درک چگونگی آغاز جهان می کند. سنکروترون سوپر پروتون در سرن برای اولین بار در دهه‌های ۱۹۸۰ و ۱۹۹۰ تلاش کرد که به پلاسمای کوارک گلوئون دست یابد نتایجی که به مدارک غیرمستقیم وجود این فاز منجر شد در سال ۲۰۰۰ آزمایشگاه ملی بروکهیون نیز به تحقیق درباره پلاسمای کوارک گلوئون پرداخت.
اگرچه هیچ سازمان بی‌طرفی ادعای دانشمندان آزمایشگاه ملی بروکهیون را تایید نکرده‌است، اما ان ها در فوریه ۲۰۱۰ ادعا کردند که یک پلاسمای کوارک گلوئون در دمای ۴ تریلیون درجه سلسیوس ساخته‌اند.
سه آزمایش کنونی که در برخورددهنده هادرونی بزرگ، سرن در حال انجام است یعنی آزمایش آلیس، آزمایش اطلس و سی‌ام‌اس, هنوز در حال بررسی خواص پلاسمای کوارک گلوئون است. این آزمایش‌ها در نوامبر ۲۰۱۰ آغاز شد و ابتدا پروتون‌ها و سپس یون‌های سرب را در آزمایش آلیس بهم برخورد دادند و در ۶ دسامبر متوقف شده و دوباره در ژانویه ۲۰۱۱ شروع به کار کردند. در هفته اول برخورد دادن یون‌های سرب در ال‌اچ‌سی دانشمندان به چند پلاسمای کوارک گلوئون با دمای ده‌ها تریلیون درجه سلسیوس دست یافتند.